# 75 Piscium
75 Piscium är en gul jätte som ligger i Fiskarnas stjärnbild.
75 Piscium har visuell magnitud +6,14 och är svagt synlig för blotta ögat vid god seeing. Stjärnan befinner sig på ett avstånd av ungefär 435 ljusår.